# 死者田园祭
《死者田园祭》（日语：田園に死す）是一部1974年日本剧情片，由寺山修司自编自导。作为競賽片入選次年坎城影展。

## 剧情简介
青森县恐山山脚下的小村里，少年与母亲二人相依为命。少年（高野浩幸饰）暗恋着隔壁美艳动人少妇（八千草薫饰）,她的丈夫十分软弱，家里完全由婆婆统治。少年的父亲早年过世，他只能通过灵媒叫出父亲的鬼魂来与他对话。一天，一个马戏团来到村里，少年了解了外面的大千世界之后心生向往，决意与邻家的少妇一同出村私奔。然而当他溜出了家，少妇却没有赴约，少年独自在原野上入睡……画面突然转到试播室，制作人员们正在观看此片……

## 主要演员
- 菅貫太郎：“我”
- 高野浩幸：童年时期的“我”
- 高山千草：“我”的母亲
- 八千草薫：隔壁的少妇
- 春川真澄：马戏团的充气女孩
- 三上宽：牛
- 村功：批評家
- 原田芳雄：嵐
- 粟津潔：詩人[1]

## 外部連結
- 互联网电影数据库（IMDb）上《死者田园祭》的资料（英文）
- 爛番茄上《死者田园祭》的資料（英文）
- 豆瓣电影上《死者田园祭》的資料 （简体中文）